# 2847 Parvati
2847 Parvati (1959 CC1) là một tiểu hành tinh vành đai chính được phát hiện ngày 1 tháng 2 năm 1959 bởi Đài thiên văn Lowell ở Flagstaff (LO).